# Оне и он
„Оне и он” је југословенски ТВ филм из 1964. године. Режирао га је Здравко Шотра а сценарио је написао Ларс Хелгесон.

## Улоге
| Глумац           | Улога              |
| ---------------- | ------------------ |
| Татјана Бељакова |                    |
| Оливера Катарина | (као Оливера Вучо) |
| Тамара Милетић   |                    |
| Зоран Ристановић |                    |
| Ружица Сокић     |                    |